# Консервативна партія Канади
Консервати́вна па́ртія Кана́ди, за британською політичною традицією відома як «Торі» (англ. Tories) — парламентська політична партія, утворена 2003 року злиттям партії Канадський альянс і Прогресивно-консервативної партії Канади. З лютого 2006 до жовтня 2015 року перебувала при владі. На позачергових перевиборах 2 травня 2011 р. партія отримала переконливу більшість у парламенті Канади (167 місць). У жовтні 2015 програла лібералам, здобувши 104 крісла. Після поразок на виборах 2019 та 2021 року залишається в опозиції. З 10 вересня 2022 року партію очолює П'єр Полієв.

## Історія
Історія консервативних партій Канади веде відлік від Ліберально-консервативної партії Джона Мак-Дональда, заснованої 1854 року. Ранішні консерватори мали досить відмінну доктрину від сучасних (Канада тоді була колонією Великої Британії): тоді стовпами ідеології консерваторів були економічний протекціонізм і британський імперіалізм. На відміну від тодішньої Ліберальної партії Канади, консерватори виступали проти режиму вільної торгівлі з США того часу. Також консерватори того часу жорстко критикували лібералів за співпрацю з франко-канадськими націоналістами, як Анрі Бурасса, який вимагав визнання в Канаді двох націй: англо-канадської і франко-канадської. Консерватори тоді виступали під гаслом: «одна нація, один прапор, один лідер» і підтримували асиміляцію франко-канадійців, індіанців і іммігрантів.
Найбільшу підтримку отримали консерватори у західних провінціях Канади під час економічних негараздів 1920-х — 1940-х років, коли потреби західних територій фактично проігнорував східно-канадійський естеблішмент. Тоді велику популярність отримали Прогресивна консервативна партія Канади й місцеві партії соціалістичного спрямування, як Федерація кооперативних спілок і Партія соціального кредиту. Але до 1984 року консерватори залишалися практично в тіні керівної Ліберальної партії аж до приходу до влади Браяна Малруні — англомовного квебекуа з репутацією успішного бізнесмена.
1993 року Прогресивно-консервативна партія отримала нищівну поразку на парламентських виборах. Низка непопулярних рішень панівних консерваторів підсилена невдоволеністю від економічних негараздів і невдач політичного реформування країни призвела до того, що Прогресивні Консерватори втратили більшість у парламенті — отримавши лише два місця.
2006 року Консервативна партія Канади приходить до влади, але має лише міноритарний уряд. 2010 року опозиційні партії, користуючись своїм правом, просять королеву розпустити парламент і призначити нові вибори, але генерал-губернатор Канади Мікаель Жан зберігає уряд, посилаючись на труднощі, пов'язані зі світовою фінансовою кризою.
2011 року опозиція домагається перевиборів, призначених на 2 травня. На цих виборах Консервативна партія здобуває перемогу й переконливу більшість у парламенті (167 місць з 308-ми).

## Провінційні партії
Прогресивна Консервативна партія асоціюється з провінційними консервативними партіями у провінціях Канади, активно співпрацюючи з місцевими осередками Прогресивної консервативної партії. Прогресивно-консервативна партія Альберти, хоча стійко асоціюється з федеральними консерваторами, втім має досить напружені відносини з ними. Також із Консервативною партією асоціюються і співпрацюють провінційні партії, як-от: Партія Саскачевану, Демократична дія Квебеку і навіть Ліберальна партія Британської Колумбії, попри те, що на федеральному рівні ліберали й консерватори — запеклі конкуренти. У Британській Колумбії також активна Консервативна партія Британської Колумбії.
Після оголошення бюджету 2007 року дві провінційні панівні консервативні партії Нової Шотландії і Ньюфаундленда фактично порвали з федеральними консерваторами, оголосивши на наступних федеральних виборах акцію «Що завгодно — але не Консерватори».
Навіть офіційно не маючи стосунків і часто перебуваючи у конфліктних ситуаціях, в офісах провінційних прогресивних консерваторів пропонуються бланки заяв для вступу у Консервативну партію Канади. Також деякі з провінційних партій на своїх офіційних вебсторінках мають посилання на сайт Консервативної партії як партнера федерального рівня. Лідер Консервативної партії Стівен Гарпер публічно закликає до отримання членства у провінційних прогресивно-консервативних партіях.